# Marija Vuković
Marija Vuković (Knin, RFS de Yugoslavia; 21 de enero de 1992) es una atleta montenegrina especializada en salto de altura.

## Carrera
Vukovic debutó como atleta en una competición internacional en el año 2007, en el Campeonato Mundial de Atletismo Sub-18 que se celebró en Ostrava (República Checa), donde no pasó la marca de clasificación del 1,65 metros de altura. Al año siguiente, consiguió llegar a la final de salto en el Campeonato de los Balcanes de Atletismo en Pista Cubierta logrando la quinta plaza con una marca de 1,75 metros.
En 2009 lograba su primera medalla de bronce en el Campeonato de los Balcanes de Atletismo en Pista Cubierta con un salto de 1,80 metros. Mejoraría en el pabellón poco después, en la cita de Sarajevo para el Campeonato Europeo de Atletismo por Equipos, donde, pese a bajar su registro dos centésimas, subiría hasta la segunda plaza (1,78 m). Ostentaría dos nobles posiciones posteriormente en las citas italianas, tanto en los Juegos Mediterráneos de Pescara (con una quinta plaza y 1,75 m) como en el Campeonato Mundial Juvenil de Atletismo de Bressanone (noveno puesto y 1,75 m). Por último ese año, en el Campeonato Europeo Júnior de Atletismo de Novi Sad (Serbia) volvería a subir al podio con la medalla de plata por un salto de 1,89 metros.
En los siguientes años participaría en el Campeonato Europeo de Atletismo por Equipos (2010), donde lograría la medalla de plata al igualar el salto de Novi Sad. El mismo año se trasladó hasta Moncton (Canadá) para el Campeonato Mundial Júnior de Atletismo, donde consiguió su primera medalla de oro con un salto de 1,91 metros. Al año siguiente continuaría con su buena racha ganadora, al volver a llevarse el máximo galardón en los Juegos de los Pequeños Estados de Europa, celebrado en Liechtenstein, con un salto de 1,86 metros. 
Pasado 2013, en la misma prueba de los Pequeños Estados, ahora en Luxemburgo, defendería su título de hacía dos años, si bien su marca -pese a ser oro- bajó hasta nueve centésimas (hasta 1,77 m). No se bajaría del podio ese año, al ser plata en la cita eslovaca de Banská Bystrica del Campeonato Europeo de Atletismo por Equipos (registro de 1,76 m); ni al año siguiente, consiguiendo el bronce en Riga en la misma cita y con un salto idéntico.
Volvió a su alto nivel en 2015 cuando consiguió mejorar sus propios registros deportivos y fue cosechando nuevos triunfos y podios. El año empezó con el Campeonato de los Balcanes de Atletismo en Pista Cubierta en Estambul, donde fue bronce con un salto de 1,82 metros. Mejoraría metal, no así marca, en la nueva edición de los Juegos de los Pequeños Estados de Europa celebrados en Reykjavik (Islandia) (oro, con 1,80 m de salto). A la cita islandesa remontaría en crédito en los primeros Juegos Europeos de Bakú, donde consiguió llegar hasta el 1,86 m de registro alzándose con el oro. Su mejor marca del año la lograría en Pitesti (Rumanía), en el Campeonato de los Balcanes de Atletismo, cuando saltó 1,87 metros (altura que le valió el bronce).
Para 2016, en el Campeonato de los Balcanes de Atletismo en Pista Cubierta de Estambul volvía a conseguir una medalla de plata con un salto de 1,84 metros. Ese año continuó con otros campeonatos deportivos en la zona balcánica, con otras medallas de plata en la Copa de Europa de Clubes y el Campeonato de los Balcanes de Atletismo, donde lograba romper su techo deportivo y alcanzar como nueva marca el 1,88 metro de altura. Estaría en la cita del Campeonato Europeo de Atletismo en Ámsterdam, donde tampoco pasó la fase clasificatoria, con un noveno puesto y un salto de 1,85 metros.
En 2017 seguiría haciéndose hueco deportivamente con nuevos triunfos cosechados en Belgrado (Campeonato de los Balcanes de Atletismo en Pista Cubierta), donde fue plata con 1,86 m de salto; llegó a rematar gracias a sendos saltos de 1,91 metros dos oros en las citas de Serravalle (Juegos de los Pequeños Estados de Europa) y Marsa (Campeonato Europeo de Atletismo por Equipos). A finales de julio marchó a Londres para participar en la gran cita deportiva del año: el Campeonato Mundial de Atletismo, donde no pudo superar la fase clasificatoria, quedando décima con un salto de 1,85 metros. Posteriormente viajaría a Taipéi para competir en la Universiada, consiguiendo un cuarto puesto.
En 2018, tras otra nueva plata en el Campeonato de los Balcanes de Atletismo en Pista Cubierta, marcharía a Berlín para participar en la segunda cita internacional importante de su carrera, en el Campeonato Europeo de Atletismo, donde quedaría décima en la segunda sesión clasificatoria, obteniendo un registro de 1,81 metros. Al año siguiente, en la cita del Campeonato Mundial de Atletismo que se celebraba en Doha (Catar), mejoraría algo sus marcas (1,85 m), pero fue imposible para pasar el corte, al quedar undécima en su sesión. En otras citas deportivas del año destacarían dos medallas de oro en los Juegos de los Pequeños Estados de Europa, celebrados en su país natal, y en el Campeonato Europeo de Atletismo por Equipos; una medalla de plata en el Campeonato de los Balcanes de Atletismo en Pista Cubierta y un bronce en la misma competición en el exterior.
En el año 2020, cursó competiciones deportivas menores durante los dos primeros meses del año, produciéndose un bajón deportivo y un cierre a nuevas competiciones a consecuencia de la extensión de la pandemia del coronavirus. En 2021 regresaría a escena participando en el Campeonato Europeo de Atletismo en Pista Cubierta celebrado en Toruń (Polonia), donde quedó séptima clasificada con una marca de 1,92 metros.
En los Juegos Mediterráneos de 2022, celebrados entre finales de junio y comienzos de julio de ese año en la ciudad argelina de Orán, Vuković volvía al podio con otro oro al conseguir un salto de 1,92 metros.

## Resultados

### Por temporada
| Representando a Montenegro | Representando a Montenegro                                | Representando a Montenegro | Representando a Montenegro | Representando a Montenegro | Representando a Montenegro |
| -------------------------- | --------------------------------------------------------- | -------------------------- | -------------------------- | -------------------------- | -------------------------- |
| Año                        | Competición                                               | Lugar                      | Puesto                     | Marca                      |                            |
| 2008                       | Campeonato de los Balcanes de Atletismo en Pista Cubierta | Atenas                     | 5.ª                        | 1,75 m                     |                            |
| 2009                       | Campeonato de los Balcanes de Atletismo en Pista Cubierta | Atenas                     | 3.ª                        | 1,80 m                     |                            |
| 2009                       | Campeonato Europeo de Atletismo por Equipos               | Sarajevo                   | 2.ª                        | 1,78 m                     |                            |
| 2009                       | Juegos Mediterráneos                                      | Pescara                    | 5.ª                        | 1,75 m                     |                            |
| 2009                       | Campeonato Mundial Juvenil de Atletismo                   | Bressanone                 | 9.ª                        | 1,75 m                     |                            |
| 2009                       | Campeonato Europeo Júnior de Atletismo                    | Novi Sad                   | 2.ª                        | 1,89 m                     |                            |
| 2010                       | Campeonato Europeo de Atletismo por Equipos               | Marsa                      | 2.ª                        | 1,89 m                     |                            |
| 2010                       | Campeonato Mundial Júnior de Atletismo                    | Moncton                    | 1.ª                        | 1,91 m                     |                            |
| 2011                       | Juegos de los Pequeños Estados de Europa                  | Schaan                     | 1.ª                        | 1,86 m                     |                            |
| 2011                       | Campeonato Europeo de Atletismo por Equipos               | Reykjavik                  | 2.ª                        | 1,81 m                     |                            |
| 2011                       | Campeonato Europeo Júnior de Atletismo                    | Tallin                     | 8.ª                        | 1,81 m                     |                            |
| 2013                       | Juegos de los Pequeños Estados de Europa                  | Luxemburgo                 | 1.ª                        | 1,77 m                     |                            |
| 2013                       | Campeonato Europeo de Atletismo por Equipos               | Banská Bystrica            | 2.ª                        | 1,76 m                     |                            |
| 2014                       | Campeonato Europeo de Atletismo por Equipos               | Riga                       | 3.ª                        | 1,76 m                     |                            |
| 2015                       | Campeonato de los Balcanes de Atletismo en Pista Cubierta | Estambul                   | 3.ª                        | 1,82 m                     |                            |
| 2015                       | Juegos de los Pequeños Estados de Europa                  | Reykjavik                  | 1.ª                        | 1,80 m                     |                            |
| 2015                       | Juegos Europeos                                           | Bakú                       | 1.ª                        | 1,86 m                     |                            |
| 2015                       | Universiada                                               | Gwangju                    | 4.ª                        | 1,80 m                     |                            |
| 2015                       | Campeonato de los Balcanes de Atletismo                   | Pitești                    | 3.ª                        | 1,87 m                     |                            |
| 2016                       | Campeonato de los Balcanes de Atletismo en Pista Cubierta | Estambul                   | 2.ª                        | 1,84 m                     |                            |
| 2016                       | Campeonato Europeo de Atletismo                           | Ámsterdam                  | 9.ª (Q2)                   | 1,85 m                     |                            |
| 2016                       | Copa de Europa de Clubes                                  | Mersin                     | 2.ª                        | 1,81 m                     |                            |
| 2016                       | Campeonato de los Balcanes de Atletismo                   | Pitești                    | 2.ª                        | 1,88 m                     |                            |
| 2017                       | Campeonato de los Balcanes de Atletismo en Pista Cubierta | Belgrado                   | 2.ª                        | 1,86 m                     |                            |
| 2017                       | Juegos de los Pequeños Estados de Europa                  | Serravalle                 | 1.ª                        | 1,91 m                     |                            |
| 2017                       | Campeonato Europeo de Atletismo por Equipos               | Marsa                      | 1.ª                        | 1,91 m                     |                            |
| 2017                       | Campeonato de los Balcanes de Atletismo                   | Angers                     | 3.ª                        | 1,84 m                     |                            |
| 2017                       | Campeonato Mundial de Atletismo                           | Londres                    | 10.ª (Q1)                  | 1,85 m                     |                            |
| 2017                       | Universiada                                               | Taipéi                     | 4.ª                        | 1,88 m                     |                            |
| 2018                       | Campeonato de los Balcanes de Atletismo en Pista Cubierta | Estambul                   | 2.ª                        | 1,89 m                     |                            |
| 2018                       | Campeonato Europeo de Atletismo                           | Berlín                     | 10.ª (Q2)                  | 1,81 m                     |                            |
| 2018                       | Campeonato de los Balcanes de Atletismo                   | Stara Zagora               | 5.ª                        | 1,80 m                     |                            |
| 2019                       | Campeonato de los Balcanes de Atletismo en Pista Cubierta | Estambul                   | 2.ª                        | 1,92 m                     |                            |
| 2019                       | Juegos de los Pequeños Estados de Europa                  | Bar                        | 1.ª                        | 1,86 m                     |                            |
| 2019                       | Campeonato Europeo de Atletismo por Equipos               | Skopje                     | 1.ª                        | 1,84 m                     |                            |
| 2019                       | Campeonato de los Balcanes de Atletismo                   | Pravets                    | 3.ª                        | 1,80 m                     |                            |
| 2019                       | Campeonato Mundial de Atletismo                           | Doha                       | 11.ª (Q1)                  | 1,85 m                     |                            |
| 2021                       | Campeonato Europeo de Atletismo en Pista Cubierta         | Toruń                      | 7.ª                        | 1,92 m                     |                            |
| 2021                       | Juegos Olímpicos                                          | Tokio                      | 9.ª                        | 1,96 m                     |                            |
| 2022                       | Campeonato Mundial de Atletismo en Pista Cubierta         | Belgrado                   | 4.ª                        | 1,95 m                     |                            |
| 2022                       | Juegos Mediterráneos                                      | Orán                       | 1.ª                        | 1,92 m                     |                            |
| 2022                       | Campeonato Mundial de Atletismo                           | Eugene                     | 9.ª (Q2)                   | 1,90 m                     |                            |
| 2022                       | Campeonato Europeo de Atletismo                           | Múnich                     | 2.ª                        | 1,95 m                     |                            |
| 2023                       | Campeonato Europeo de Atletismo en Pista Cubierta         | Estambul                   | 10.ª (Q)                   | 1,87 m                     |                            |
| 2023                       | Campeonato Mundial de Atletismo                           | Budapest                   | 14.ª (Q2)                  | 1,85 m                     |                            |
| 2024                       | Campeonato Europeo de Atletismo                           | Roma                       | -                          | NM                         |                            |
| 2024                       | Campeonato de los Pequeños Estados de Europa              | Gibraltar                  | 2.ª                        | 1,77 m                     |                            |

### Mejores marcas
| Disciplina                       | Marca   | Lugar           | Fecha                 |
| -------------------------------- | ------- | --------------- | --------------------- |
| Salto de altura (exterior)       | 1,97 m  | Smederevo       | 27 de junio de 2021   |
| Salto de altura (pista cubierta) | 1,96 m  | Banská Bystrica | 15 de febrero de 2022 |
| Triple salto (exterior)          | 11,55 m | Bar             | 7 de junio de 2008    |